# Amdzsad Kalaf
 Amdzsad Kalaf Manszúr el-Muntafik (arabul: امجد كلف منصور المنتفق; Kút, 1991. október 1. –) iraki labdarúgó, az As-Surta SC csatára, de középpályásként is bevethető. Bátyja is labdarúgó, a Perísz FC-ből alakult Zeraváni SC tagja (Dahúk, Iraki Kurdisztán).

## Pályafutása

### A válogatottban
2009 és 2017 között 30 alkalommal játszott az iraki válogatottban, és gólt szerzett az Egyesült Arab Emírségek elleni mérkőzésen a 2015-ös Ázsia-kupán. Részt vett a 2014-es Ázsia-játékokon is.

## Sikerei, díjai

### A válogatottal
Irak U-23
- U23-as Ázsia-bajnokság: 2013
- Ázsia-játékok bronzérmes: 2014

Irak
- Nyugat-ázsiai bajnokság ezüstérmes: 2012
- Ázsia-kupa negyedik helyezett: 2015

### Egyéni
- U23-as Ázsia-bajnokság legértékesebb játékosa: 2013